# هانس داهل (مؤرخ)
هانس داهل (بالنرويجية: Hans Fredrik Dahl)‏ (و. 1939  م) هو مؤرخ، وصحفي نرويجي، ولد في أوسلو، وهو عضوٌ في الأكاديمية النرويجية للعلوم والآداب.

## جوائز
حصل على جوائز منها:
- Sverre Steen Award  [لغات أخرى]‏ (2007).

## روابط خارجية
- هانس داهل على موقع IMDb (الإنجليزية)